# Броневский, Иван Николаевич
Иван Николаевич Броневский (1826—1881) — генерал-майор, тульский дворянин, участник штурма Карса в 1855 году.

## Биография
Родился в военном поселении 1-й уланской дивизии Серпуховского уланского полка — в слободе Ново-Серпухов (бывшая слобода Балаклей) Змиевского уезда у майора Николая Богдановича Броневского и Ольги Ивановны Шленговской. Братья и сестры: Павел, Михаил, Серафима, Мария, Леонела (Элеонора), Елизавета. Племянник Владимира Богдановича Броневского.
Образование получил в Новгородском кадетском корпусе и Дворянском полку, из которого выпущен 12 августа 1846 года прапорщиком в армейскую артиллерию.
С 1850 года Броневский служил на Кавказе, неоднократно принимал участие в походах против горцев. В 1854—1855 году он в чине штабс-капитана № 2-й батареи Кавказской гренадерской артиллерийской бригады, сражался против турок, командовал сформированным из трофейных турецких орудий горным артиллерийским дивизионом и 14 декабря 1855 года за отличие при штурме Карса был награждён орденом св. Георгия 4-й степени (№ 9884 по кавалерскому списку Григоровича — Степанова)
Командуя горным дивизионом в колонне генерал-майора Майделя, вёл вверенные ему орудия впереди штурмующей колонны под сильным штуцерным огнём неприятеля. Смелым наступлением приблизился к неприятельским войскам на 50 сажен и, стреляя беглым картечным огнём, совершенио их расстроил; после чего войска наши бросились вперёд и укрепление было занято. Горный дивизион, быстро двинувшись за войсками в укрепление, картечью провожал бегущих турок, а потом расстраивал новые наступавшие их колонны картечью на самом близком расстоянии до тех пор, пока сильным артиллерийским огнём не был совершенно расстроен, понеся значительные потери в людях, лошадях и самой артиллерии.
В 1857 году Броневский был произведён в майоры, в 1864 году — в полковники. В 1864—1866 годах командовал 19-м стрелковым батальоном, а затем 73-м Крымским пехотным полком. 12 декабря 1874 года получил чин генерал-майора с назначением командиром 1-й бригады 21-й пехотной дивизии.
Перед началом русско-турецкой войны Броневский был переведён на должность командира 1-й бригады 19-й пехотной дивизии и в составе Эриванского отряда участвовал во многих делах Кавказской армии против Турции, в частности, в битве при Деве-бойну. Особенно он отличился в сражении при Баязете.
За боевые отличия в эту кампанию он получил четыре ордена.
5 марта 1881 года Броневский скончался.
Его старший брат Павел Николаевич Броневский также был генерал-майором и с отличием участвовал в кампаниях на Кавказе и Восточной войне, впоследствии занимал должность директора Воронежского кадетского корпуса.

## Награды
Среди прочих наград Броневский имел ордена:
- Орден Святой Анны 4-й степени (1850 год)
- Орден Святого Георгия 4-й степени (14 декабря 1855 года)
- Орден Святого Станислава 2-й степени с мечами (1860 год, императорская корона к этому ордену пожалована в 1861 году)
- Орден Святой Анны 2-й степени (1864 год, императорская корона к этому ордену пожалована в 1871 году)
- Орден Святого Владимира 4-й степени (1867 год)
- Орден Святого Владимира 3-й степени с мечами (1877 год)
- Орден Святого Станислава 1-й степени с мечами (1878 год)
- Орден Святой Анны 1-й степени с мечами (1878 год)
- Орден Святого Владимира 2-й степени с мечами (1879 год)